# سیارک ۴۸۰۳
سیارک ۴۸۰۳ (به انگلیسی: 4803 Birkle، نامگذاری:1989XA) چهار هزار و هشتصد و سومین سیارک کشف شده‌است که در ۱ دسامبر ۱۹۸۹ کشف شد.
قدر مطلق سیارک برابر ۱۲٫۱۰ است.